# Lisa Lipps
Lisa Lipps (født 22. oktober 1966 i Chicago, Illinois, USA), er en amerikansk pornoskuespiller og erotisk danser.
Hun er kendt for sin store barm, da hun flere gange har fået foretaget en brystimplantat-operation.
Hun har desuden også deltaget i The Jerry Springer Show i 1997.
Et klip af Lipps med en slikpind har været et fast indslag i Ørkenens Sønner igennem flere af deres shows.